# George Werndlij
George Henrik Werndlij soms ookwel Henric Werndly (1693/1694 – 1744) was een theoloog en taalkundige. Later werd hij predikant in Nederlands-Indië.

## Biografie
Werndly predikte vanaf 1717 in Nederlands-Indië. In 1737 kreeg hij een leerstoel levende Oosterse talen te Lingen. Hij schreef meerdere boeken over de Maleise taalkunst en grammatica. Daarnaast vertaalde hij in 1723 de bijbel van Melchior Leijdecker (na Leijdeckers overlijden voortgezet door ds. Petrus van der Vorm) in het Maleis.
- Bibliothèque nationale de France: cb121126379 (data)
- Gemeinsame Normdatei: 1035173859
- International Standard Name Identifier: 0000 0000 0016 3855
- Nederlandse Thesaurus van Auteursnamen: 071883495
- Système universitaire de documentation: 244008965
- Virtual International Authority File: 76347869